# Dom-le-Mesnil
Dom-le-Mesnil – miejscowość i gmina we Francji, w regionie Grand Est, w departamencie Ardeny.
Według danych na rok 1990 gminę zamieszkiwało 926 osób, a gęstość zaludnienia wynosiła 116 osób/km².